# Lutjanus monostigma
Cá hồng một đốm hay còn gọi là cá đốm biển (Danh pháp khoa học: Lutjanus monostigma) là một loài cá biển trong họ cá hồng (Lutjanidae) thuộc bộ cá vược. Chúng phân bố ở vùng biển Ấn Độ Dương-Thái Bình Dương, từ vùng biển Đông Phi cho đến đảo Marquesas, đảo Line và quần đảo Ryukyu (Lưu Cầu) cho đến Úc. 

## Đặc điểm
Cá đốm biển Lutjanus monostigma có thể phát triển chiều dài lên đến 60 centimet (24 in) ở con đực và chiều dài thông thường của chúng là 50 centimet (20 in). Vây chúng có màu vàng. Chúng có một cái đốm đen to trên cơ thể. Những con cá đốm biển trưởng thành sống trong các rạn san hô, chúng trú trong các hang hốc ở độ sâu từ 1 đến 60 met. Chúng là loài cá ăn đêm và thường là động vật sống đơn độc, đôi khi chúng cũng sống tụ lại thành từng nhóm cá nhỏ, chúng ăn các loại hải sản, động vật không xương và đặc biệt là cua nhỏ.